# سانتياغو ليبوس
سانتياغو ليبوس (بالإسبانية: Santiago Lebus)‏ هو لاعب كرة قدم أرجنتيني في مركز الوسط، ولد في 18 يوليو 1996 في سانتا في في الأرجنتين. لعب مع يونيون دي سانتا في.

## وصلات خارجية
- سانتياغو ليبوس على موقع قاعدة بيانات كرة القدم.إي يو (الإنجليزية)
- سانتياغو ليبوس على موقع قاعدة بيانات كرة القدم.إي يو (الإنجليزية)
- سانتياغو ليبوس على موقع Soccerway.com (الإنجليزية)